# 列夫斯基嶺

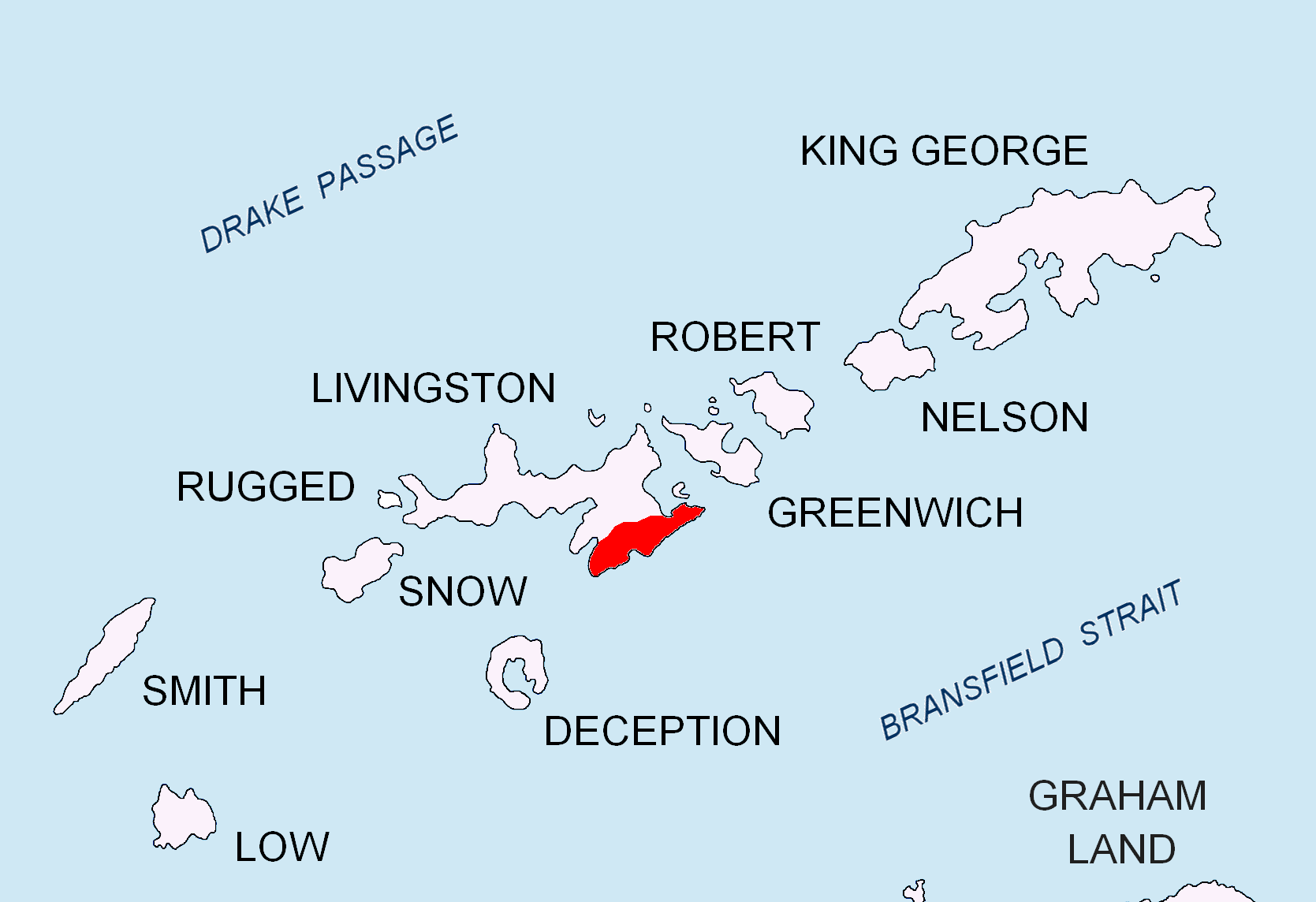

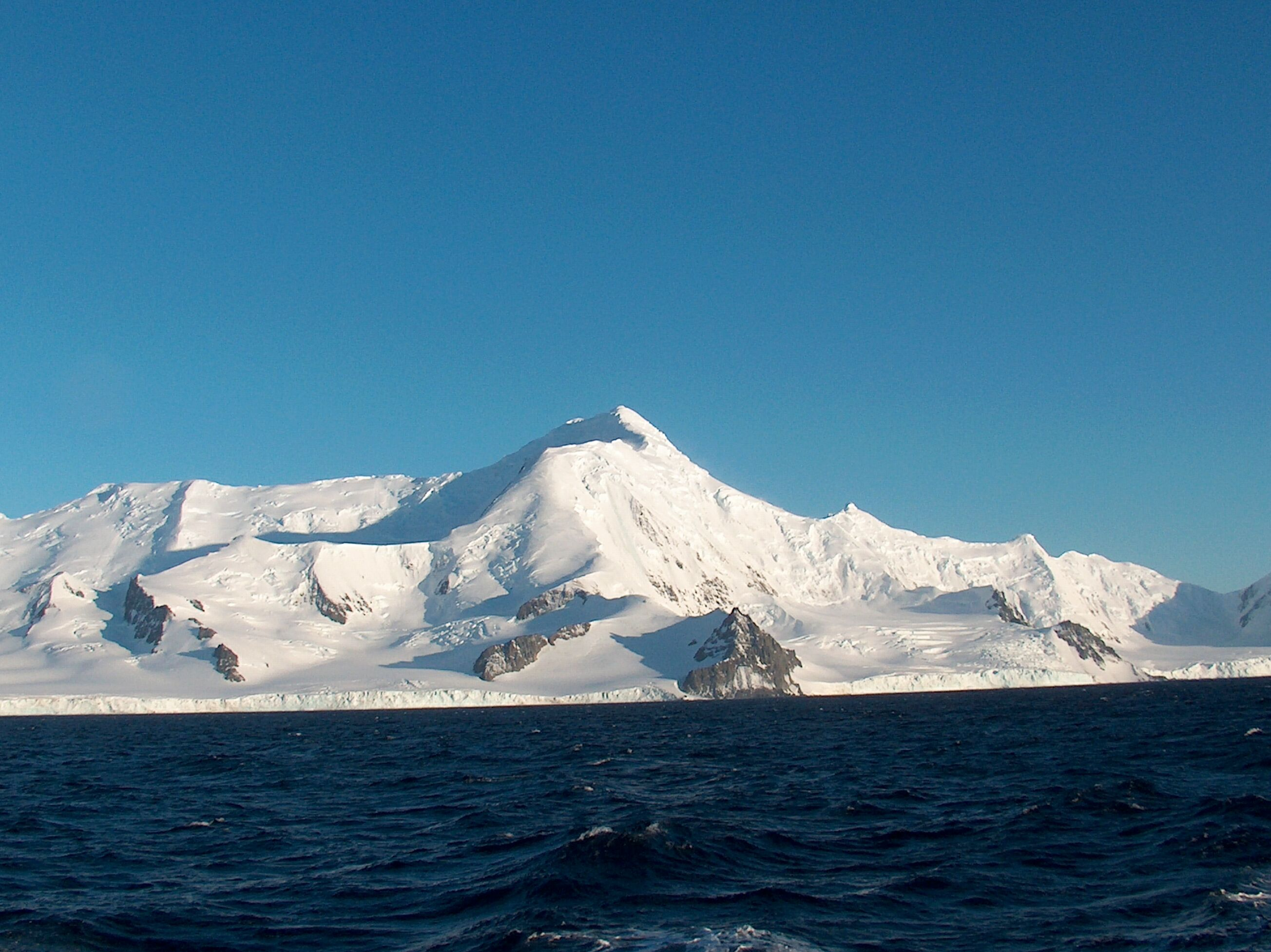

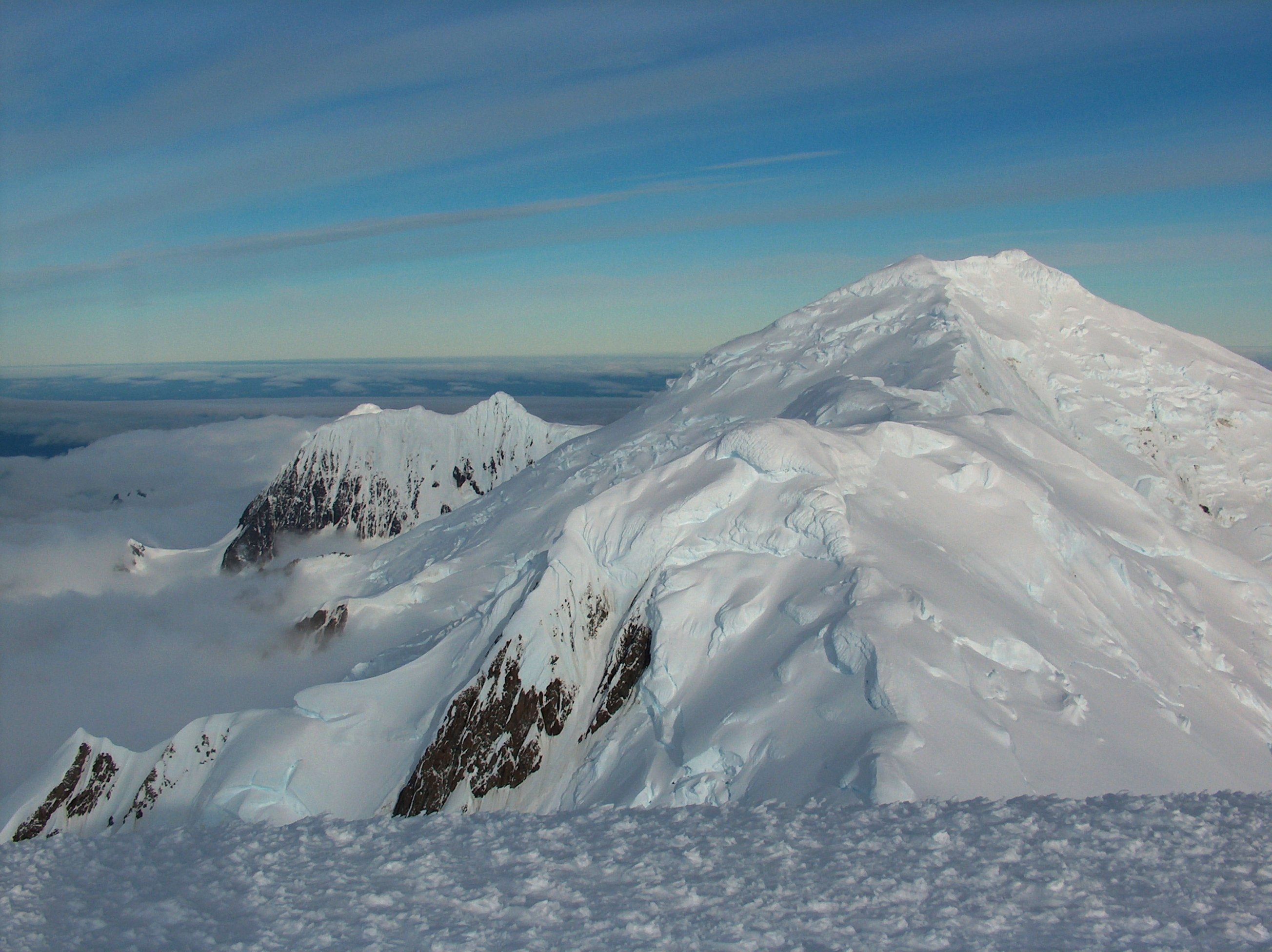

62°39′45″S 60°03′00″W / 62.66250°S 60.05000°W
列夫斯基嶺是南極洲的山嶺，位於南設得蘭群島的利文斯頓島，屬於騰格里山脈的中央山嶺，最高點是海拔高度約1,700米的大針峰。

## 外部連結
- SCAR Composite Gazetteer of Antarctica（页面存档备份，存于）